# Octavio Augusto Ceva Antunes
Octavio Augusto Ceva Antunes (?, 1952 - Oceano Atlântico, 01 de junho de 2009) foi um professor de farmácia e química da Universidade Federal do Rio de Janeiro, consultor da Organização Mundial de Saúde para a produção de fármacos anti-HIV-AIDS e uma das vítimas do acidente do Voo Air France 447, em 2009.

## Vida
Octávio Augusto Ceva Antunes graduou-se em farmácia, na Universidade Federal Fluminense (UFF), em 1974. Concluiu o mestrado em química, em 1977, no Instituto Militar de Engenharia (IME) e conquistou o título de doutor, também na área de química, em 1987, na Universidade Federal do Rio de Janeiro (UFRJ). Logo em seguida, pós-doutorou-se em organometálicos na Universidade de Paris VI (Pierre & Marie Curie).
Em 2005, após ocupar diversos cargos administrativos e de lecionar como professor assistente, tornou-se Professor Titular do Centro de Ciências da Matemática e da Natureza da UFRJ, exercendo sua atividade no Departamento de Química Inorgânica do Instituto de Química da UFRJ.
Faleceu em 1 de junho de 2009, tendo sido uma das vitimas no acidente do voo Air France 447, assim como a esposa, Patrícia Nazareth Ceva Antunes, e o filho, Mateus Nazareth Ceva Antunes.

## Realizações
Teve mais de 200 artigos publicados em periódicos especializados, 5 capítulos de livros e 1 livro. Possui 23 pedidos de patentes. Supervisionou 22 pós-doutorados. Orientou ou co-orientou 46 dissertações de mestrado e 30 teses de doutorado nas áreas de química, bioquímica e engenharia química e foi consultor da Organização Mundial de Saúde (Genebra) para a produção de fármacos anti-HIV-AIDS de 2004 a 2008.